# 97-й окремий механізований батальйон (Україна)
97-й окремий механізований батальйон (97 ОМБ) — з'єднання механізованих військ сухопутних військ ЗС України у складі 60 ОМБр.
Батальйон створений 26 вересня 2023 року на базі підрозділу Сил спеціальних операцій «Азов-Харків».

## Історія
В Харкові ветеранами та прихильниками  «Азову» були сформовані 226-й розвідувально-диверсійний батальйон 127-ї бригади територіальної оборони. Підрозділ брав участь в обороні Харкова та згодом буа переформований в спецпідрозділ ССО «АЗОВ-Харків».
26 вересня 2023 року Азов-Харків став 97-м окремим механізованим батальйоном у складі 60-ї окремої механізованої Інгулецької бригади.

## Командування

### 97-й окремий механізований батальйон
- Командир батальйону — Вінник Ростислав[4]
- Зас.командира батальйону — Сидоренко Анатолій Олександрович[4]
- начальник штабу батальйону — Лавренко Анатолій[4]

### Азов-Харків
- Командир — Сидоренко Анатолій Олександрович

### 226-й окремий розвідувально-диверсійний батальйон
- Командир — Сергій Величко

## Символіка
В нарукавному знаку батальйону здолу зображено бригадну емблему, а в середині — літеру Х на тлі ромба.